# Pärnu (gemeente)
Pärnu (Estisch: Pärnu linn) is een stadsgemeente rond de stad Pärnu in de Estlandse provincie Pärnumaa. De gemeente telde 52.362 inwoners op 1 januari 2023. Daarvan woonden er 41.226 in de stad zelf. De oppervlakte bedraagt 857,94 vierkante kilometer..
De gemeente ontstond op 1 november 2017, toen de landgemeenten Audru, Paikuse en Tõstamaa bij de stadsgemeente Pärnu werden gevoegd. Officieel is Pärnu nog steeds een stadsgemeente, maar de stad heeft er 825 km² platteland bij gekregen.
Ten westen van Valgeranna werd in 1938 de eerste polder van Estland aangelegd om het kustgebied tegen overstromingen te beschermen. Deze Audru polder meet ca. 20 km² en maakt samen met het aangrenzende rietland deel uit van het beschermde natuurgebied Audru roostik (70 ha), dat als vogelgebied is opgenomen in het Natura 2000-netwerk.
Tot de gemeente behoort ook het eilandje Manilaid, dat 35 inwoners telt en even ten zuiden van het schiereiland Tõstamaa ligt. Het op dit eiland gelegen plaatsje Manija is een van de 49 dorpen in de gemeente. Bij Lao ligt de haven Munalaid, waarvandaan veerdiensten op Manilaid en Kihnu worden onderhouden.
In de gemeente liggen de twee grootste meren van West-Estland: Ermistu järv en Tõhela järv (resp. 480 en 407 ha).

## Plaatsen
De gemeente telt:
- één stad, Pärnu;
- twee plaatsen met de status van alev (kleine stad): Lavassaare en Paikuse
- twee plaatsen met de status van alevik (vlek): Audru en Tõstamaa;
- 49 dorpen: Ahaste, Alu, Aruvälja, Eassalu, Ermistu, Jõõpre, Kabriste, Kärbu, Kastna, Kavaru, Kihlepa, Kiraste, Kõima, Kõpu, Lao, Lemmetsa, Liiva, Lindi, Liu, Lõuka, Malda, Manija, Männikuste, Marksa, Oara, Papsaare, Päraküla, Peerni, Põhara, Põldeotsa, Põlendmaa, Pootsi, Rammuka, Ranniku, Ridalepa, Saari, Saulepa, Seliste, Seljametsa, Silla, Soeva, Soomra, Tammuru, Tõhela, Tõlli, Tuuraste, Valgeranna, Värati en Vaskrääma.

## Zustersteden
- Gran (Noorwegen)
- Helsingborg (Zweden)
- Helsingør (Denemarken)
- Jelgava (Letland)
- Ocean City (Verenigde Staten)
- Oskarshamn (Zweden)
- Portsmouth (Verenigde Staten)
- Šiauliai (Litouwen)
- Siófok (Hongarije)
- Södertälje (Zweden)
- Sotsji (Rusland)
- Vaasa (Finland)

Stadsgemeente: Pärnu

Landgemeenten: Häädemeeste · Kihnu · Lääneranna · Põhja-Pärnumaa · Saarde · Tori